# Handball Club de Livry-Gargan
 (janvier 2025).
 (janvier 2025).
- Si vous ne connaissez pas le sujet, laissez ce bandeau (vous pouvez alors contacter les auteurs).
- Si vous supprimez le contenu mis en cause (vous pouvez préalablement contacter les auteurs),

argumentez précisément cette suppression dans la page de discussion
(un manque de référence n'est pas un argument ; une recherche réelle de référence doit avoir été effectuée, être formellement documentée).
Actualités
Le Handball Club de Livry-Gargan est un club français de handball basé à Livry-Gargan (Seine-Saint-Denis) évoluant en Nationale 1 (3e division) depuis 2019.
Le club a évolué plusieurs saisons en Division 1 dans les années 1990 et 2000, mais a rencontré de nombreux problèmes financiers qui ont eu raison de son ambition sportive.

## Historique
La section handball du Club sportif municipal de Livry-Gargan est née en 1943 sous l'impulsion d'un jeune dirigeant : M. Roger Champy. Le club pratique bien évidemment le handball à onze au sortir de la guerre, puis évolue vers le handball à sept à partir de 1950.
En 1975, l'équipe des juniors masculins du CSM Livry-Gargan accède à la finale du championnat de France de sa catégorie. Quatre années plus tard, l'équipe première composée en grande partie par les ex-vice-champions de France junior accède à la D1, après trois ascensions en quatre saisons.
Le CSM Livry-Gargan se maintient pendant les années 80 dans les trente meilleures équipes françaises, et aborde avec de grandes ambitions les années 1990 et l'arrivée du professionnalisme. En 1994, le club atteint la finale de la Coupe de France et termine 7e du Championnat de France. C'est à ce jour le meilleur classement qu'il ait obtenu.
Malheureusement, l'encadrement du club manque de rigueur dans sa gestion, le club n'honore pas ses cotisations sociales. Il doit céder ces meilleurs joueurs, et apurer un lourd passif.
Roger Champy, le président historique doit passer la main, de nouveaux dirigeants prennent en charge les destinées du club et l'équipe première rétrograde jusqu'à la Nationale 1.
Cependant, Livry n'abandonne pas la formation des jeunes. C'est sous le nom de Livry-Gargan Handball que le club devient Champion de France cadet en 1995. En 1997, le même groupe de joueurs gagne le Championnat de France juniors. C'est une renaissance.
Les jeunes livryens encadrés par des professionnels confirmés passent de la N1 à la D1 en trois saisons (Champion de France de N1 en 1998, Champion de France de D2 en 1999). Livry se maintient sportivement en D1 pour son retour dans l'élite, mais le club est à nouveau rétrogradé pour des raisons financières à la fin de la saison 99/00.
À l'issue d'un long bras de fer juridique avec la Fédération Française de Handball le club fait valoir ses droits et est réintégré en D1 en septembre 2001.
Au cours des années 2000 Livry navigue entre la D1 et la D2. Il obtient le titre de Champion de France de D2 en 2003.
En 2004, la ligue nationale de handball (LNH) est créée pour mieux structurer l'élite du handball français. Dans ce contexte, Livry se rend compte que son budget ne lui permettra jamais de jouer les premiers rôles en D1. Il approche différents clubs voisins pour regrouper les effectifs et les dotations départementales relatives au soutien du sport de haut niveau.
À l'été 2006, Livry-Gargan handball est relégué en Nationale 1 (3e division), alors que le Real Villepinte Vert Galant est promu en Division 2. Les structures et installations de Villepinte n'étant plus adaptées pour évoluer en D2, l'union avec le voisin Livry, ancien locataire de l'élite, s'impose. Ainsi, pour la saison 2006-2007, les deux clubs ont mis en commun leurs deux équipes fanions pour former l'entente Livry-Villepinte 93 pour jouer en Division 2 tandis que la réserve jouait en Nationale 2 (4e division). L'entente termine toutefois bonne dernière de Division 2 et est reléguée en Nationale 1 (3e division) où elle passe deux saisons avant que l'entente ne prenne fin au 30 juin 2009. Le Villepinte Handball Club reprend alors son autonomie
Livry-Gargan, affilié sous le nom de "Handball Club de Livry-Gargan", évolue alors en Nationale 2, et se consacre à la formation des jeunes.
Le 1er juin 2019, le club valide sa montée en Nationale 1.

## Palmarès
- Vainqueur du Championnat de France de Division 2 : 1999 et 2003
- Vainqueur du Championnat de France de Nationale 1 : 1998

- Finaliste de la Coupe de France en 1994 (défaite 27-13 contre l'USAM Nîmes)

## Palmarès complet
| Saison                                                                             | Niveau     | Classement   | Commentaire                                                     |
| ---------------------------------------------------------------------------------- | ---------- | ------------ | --------------------------------------------------------------- |
| 1978-1979                                                                          | 2          | 3e           | Demi-finaliste de Nationale II, promu en Nationale I            |
| 1979-1980                                                                          | 1          | 18e/20       | Relégué en Nationale II                                         |
| 1980-1981                                                                          | 2          | ?e           | Défaite face au SMEC en barrages d'accession                    |
| 1981-1982                                                                          | 2          | ?e           | -                                                               |
| 1982-1983                                                                          | ?          | ?e           | -                                                               |
| 1983-1984                                                                          | ?          | ?e           | -                                                               |
| 1984-1985                                                                          | 2          | 16e          | Défaite face à Sélestat en barrages de relégation               |
| 1985-1986                                                                          | 3          | ?e           | -                                                               |
| Division et classement inconnus entre 1986 et 1991                                 |            |              |                                                                 |
| 1991-1992                                                                          | 2          | 2e           | Promu en D1                                                     |
| 1992-1993                                                                          | 1          | 9e/12        | Maintien en D1                                                  |
| 1993-1994                                                                          | 1          | 7e/16        | Finaliste de la Coupe de France                                 |
| 1994-1995                                                                          | 1          | 13e/14       | Relégué en D2                                                   |
| 1995-1996                                                                          | 2          | 13e/14       | Maintien en D2 malgré la 13e place                              |
| 1996-1997                                                                          | 2          | 11e/14       | Relégué en N1 malgré la 11e place                               |
| 1997-1998                                                                          | 3          | 1er          | Champion de N1 et promu en D2                                   |
| 1998-1999                                                                          | 2          | 1er          | Champion de D2 et promu en D1                                   |
| 1999-2000                                                                          | 1          | 11e/14       | Relégué financièrement en Nationale 1                           |
| 2000-2001                                                                          | 3          | -            |                                                                 |
| 2001-2002                                                                          | 1          | 14e/15       | Réintégré en Division 1 sur décision judiciaire ; Relégué en D2 |
| 2002-2003                                                                          | 2          | 1er          | Champion de D2 et promu en D1                                   |
| 2003-2004                                                                          | 1          | 11e/14       | Maintien en D1                                                  |
| 2004-2005                                                                          | 1          | 14e/15       | Relégué en D2                                                   |
| 2005-2006                                                                          | 2          | 16e/16       | Relégué                                                         |
| Mise en place de l'entente Livry-Villepinte 93 avec Villepinte qui est promu en D2 |            |              |                                                                 |
| 2006-2007                                                                          | 2 (Div. 2) | 17e/17       | Relégué en Nat 1                                                |
| 2007-2008                                                                          | 3 (Nat. 1) | 4e/14        | -                                                               |
| 2008-2009                                                                          | 3 (Nat. 1) | 6e/14        | -                                                               |
| fin de l'entente Livry-Villepinte 93 avec Villepinte.                              |            |              |                                                                 |
| 2009-2010                                                                          | 5 (Nat. 3) | -            | -                                                               |
| Division et classement inconnus de 2010 à 2018                                     |            |              |                                                                 |
| 2018-2019                                                                          | 4 (Nat. 2) | 1er, poule 4 | Promu en N1                                                     |
| 2019-2020                                                                          | 3 (Nat. 1) | 10e, poule 2 | -                                                               |
| 2020-2021                                                                          | 3 (Nat. 1) | -            | Saison blanche                                                  |
| 2021-2022                                                                          | 3 (Nat. 1) | -            | Saison en cours                                                 |

## Personnalités emblématiques
Parmi les joueurs du club, on trouve :
- Risto Arnaudovski : de 2004 à 2005
- Dominique Deschamps : de 1989 à 1993
- Olivier Girault : de 1994 à 1995
- François-Xavier Houlet : de janvier 1993 à 1994
- Igor Kos : de 2002 à 2004
- Tomislav Križanović : de 1996 à 1998
- Andreï Lavrov : de 1993 à 1994
- Sébastien Ostertag : de 1985 (formé au club) à 2000
- Raoul Prandi : de 2001 à 2002
- Philippe Schaaf : de 1993 à 1994
- Irfan Smajlagić : de 1999 à 2000 et de 2001 à 2002
- Yérime Sylla : de 2004 à 2005

Parmi les autres personnalités du club, on trouve :
- Dominique Deschamps : (co-)entraîneur de 1993 à 1994
- Stéphane Imbratta : entraîneur de l'équipe réserve de 1996 à 1997
- Tomislav Križanović : entraîneur de 1998 à 2006

## Galerie

Ancien logo
Logo actuel